# 頭鷹山
頭鷹山，位於臺灣臺中市和平區梨山里與苗栗縣泰安鄉梅園村之間、雪霸國家公園中部，為台灣知名山峰，也是台灣百岳之一，排名第26。頭鷹山3,510公尺，屬於雪山山脈，頭鷹山南方有大雪山，北邊連接火石山。
頭鷹山一名，源自其朝向西南方大安溪的山頭酷似鷹首的外形，澤敖利泰雅語稱作，兩單詞即分別意指「頭」與「鷹」。